# Nhật thực 10 tháng 6, 2021
| ←14 tháng 12, 2020 | 14 tháng 12, 2021 → |
| ------------------ | ------------------- |

Nhật thực hình khuyên đã diễn ra vào ngày 10 tháng 6 năm 2021. Nhật thực xảy ra khi Mặt Trăng đi qua giữa Trái Đất và Mặt Trời, do đó che khuất hoàn toàn hoặc một phần hình ảnh của Mặt Trời đối với người xem trên Trái Đất. Nhật thực hình khuyên khi đường kính biểu kiến của Mặt Trăng nhỏ hơn Mặt Trời, chặn hầu hết ánh sáng của Mặt Trời và khiến Mặt Trời trông giống như một vành khuyên (vành khuyên). Nhật thực hình khuyên xuất hiện dưới dạng nhật thực một phần trên một vùng của Trái Đất rộng hàng nghìn km.
Vùng có thể quan sát nhật thực này bắt đầu từ Canada, đảo Greenland, Anh, Pháp, các nước ở châu Âu, cuối cùng kết thúc ở Liên Bang Nga.

## Hình ảnh

Đường đi phác thảo
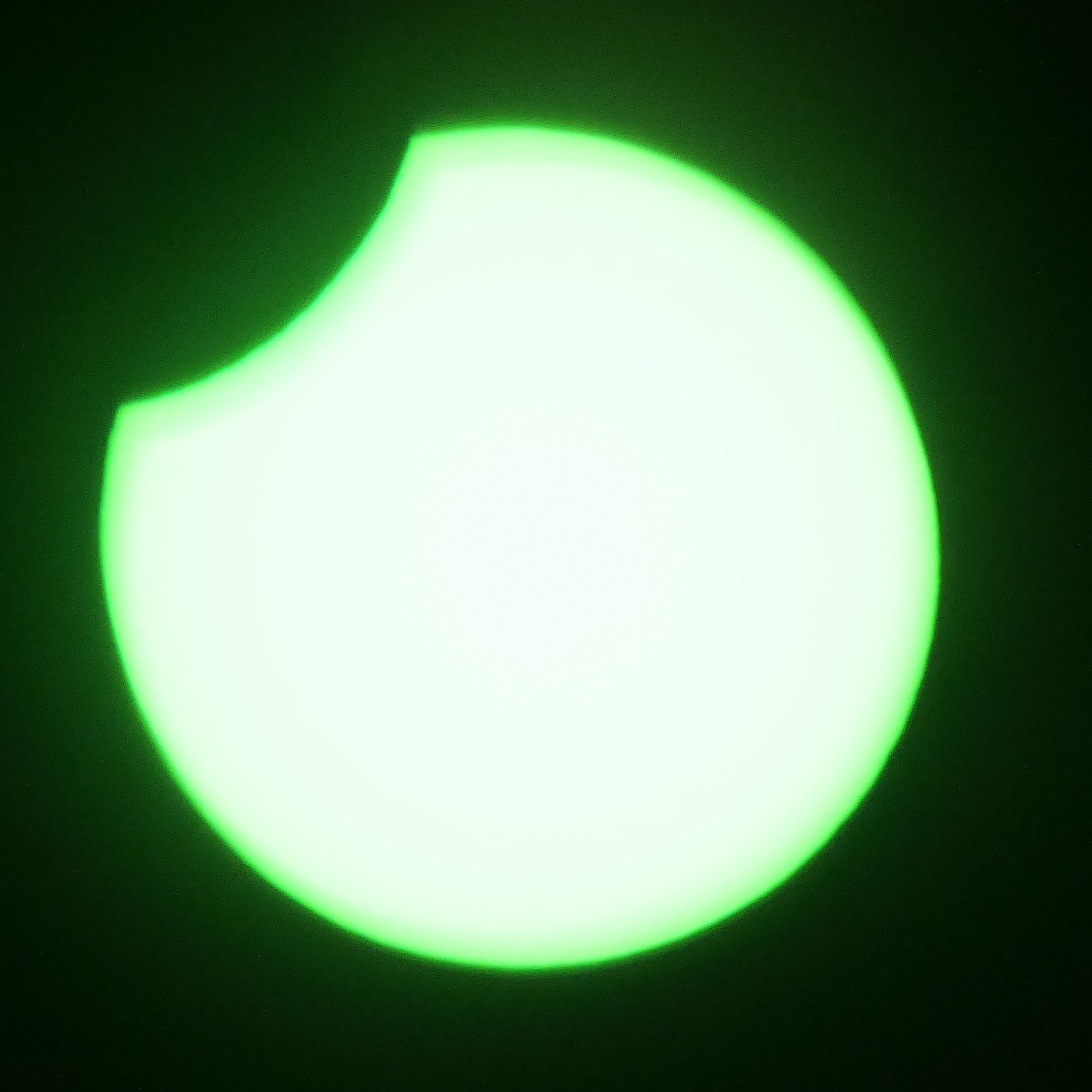
Logroño, Spain, 10:10 UTC
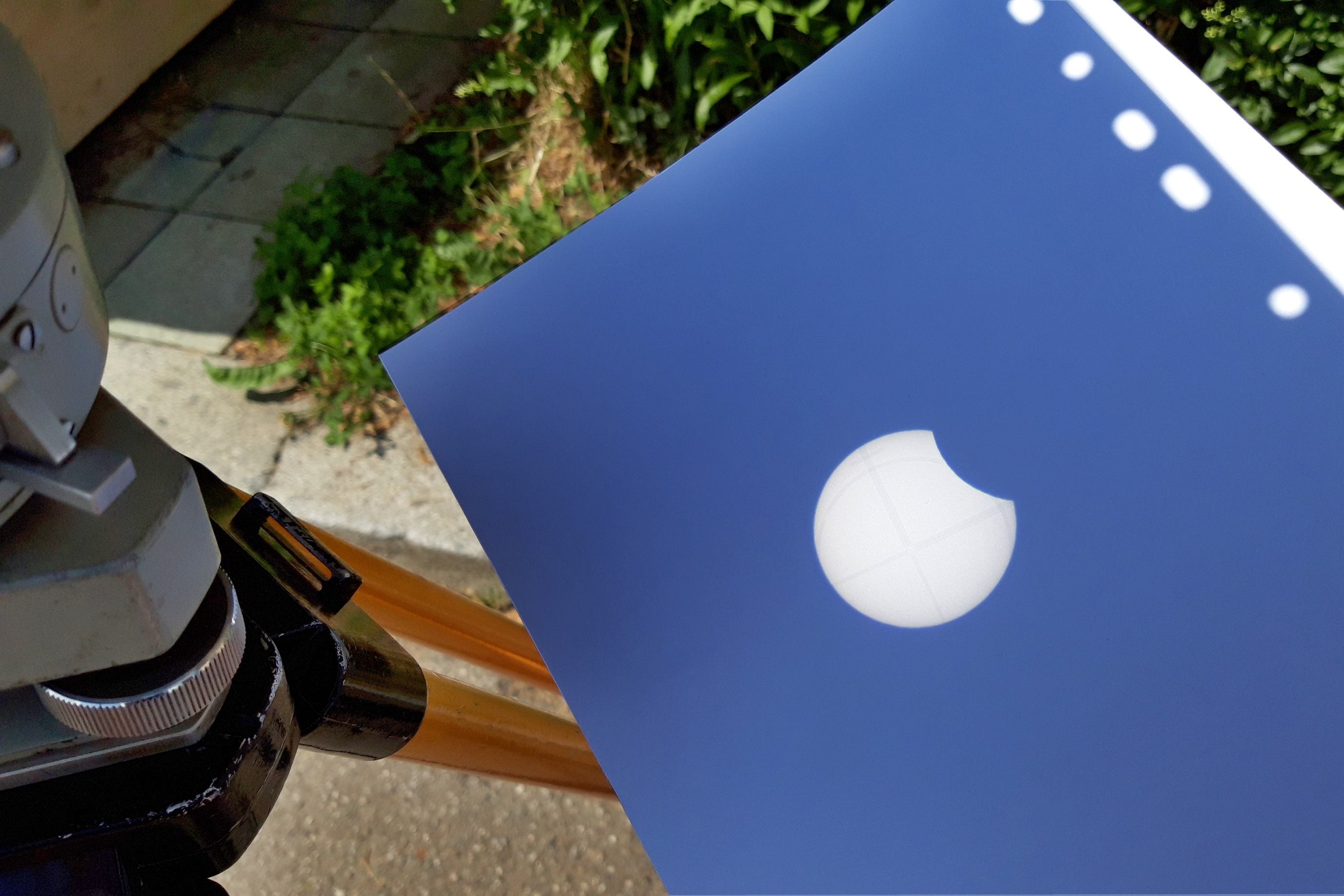
Projection from Prague, Czech Republic, 10:24 UTC
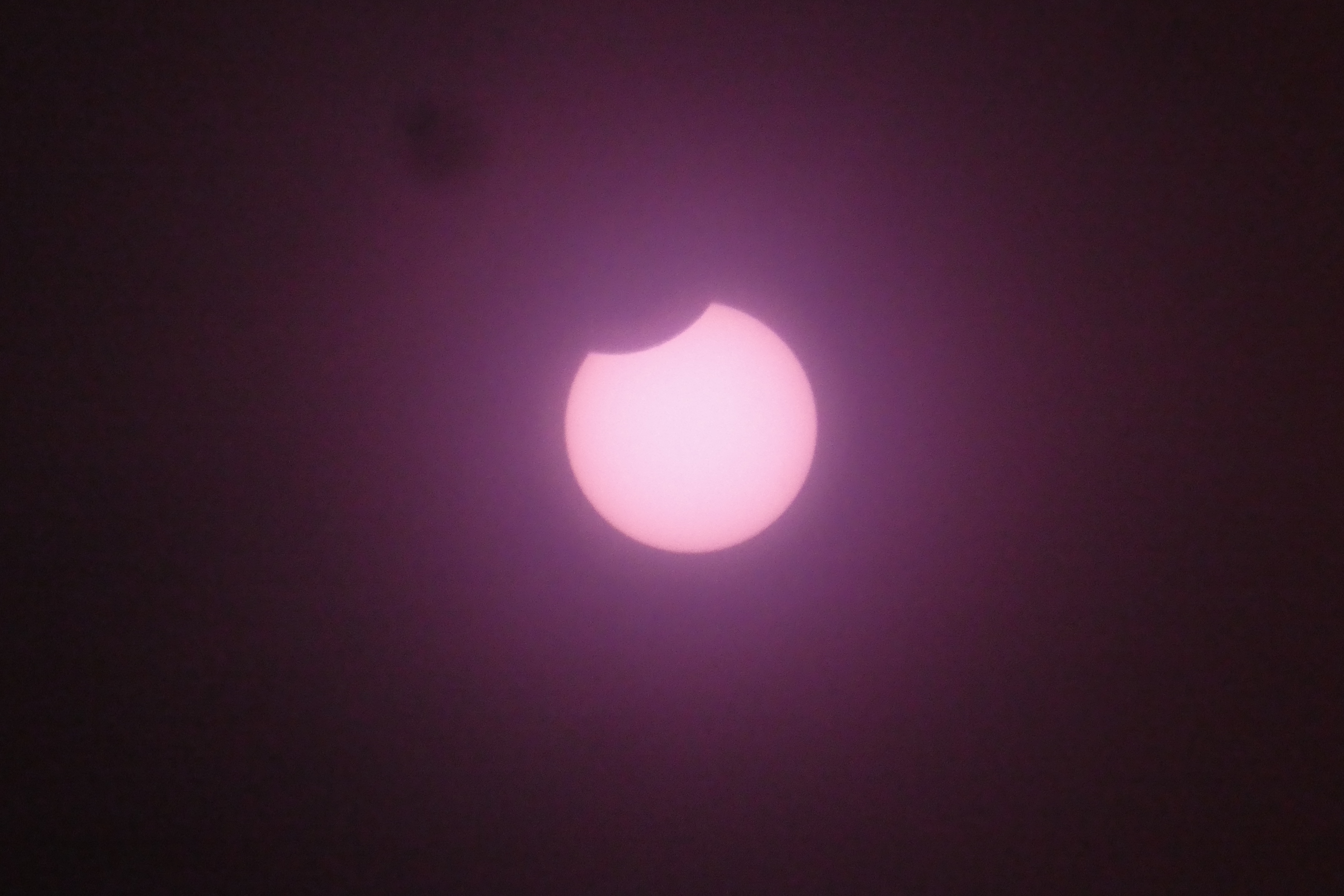
Haut-Doubs [fr], France, 10:26 UTC
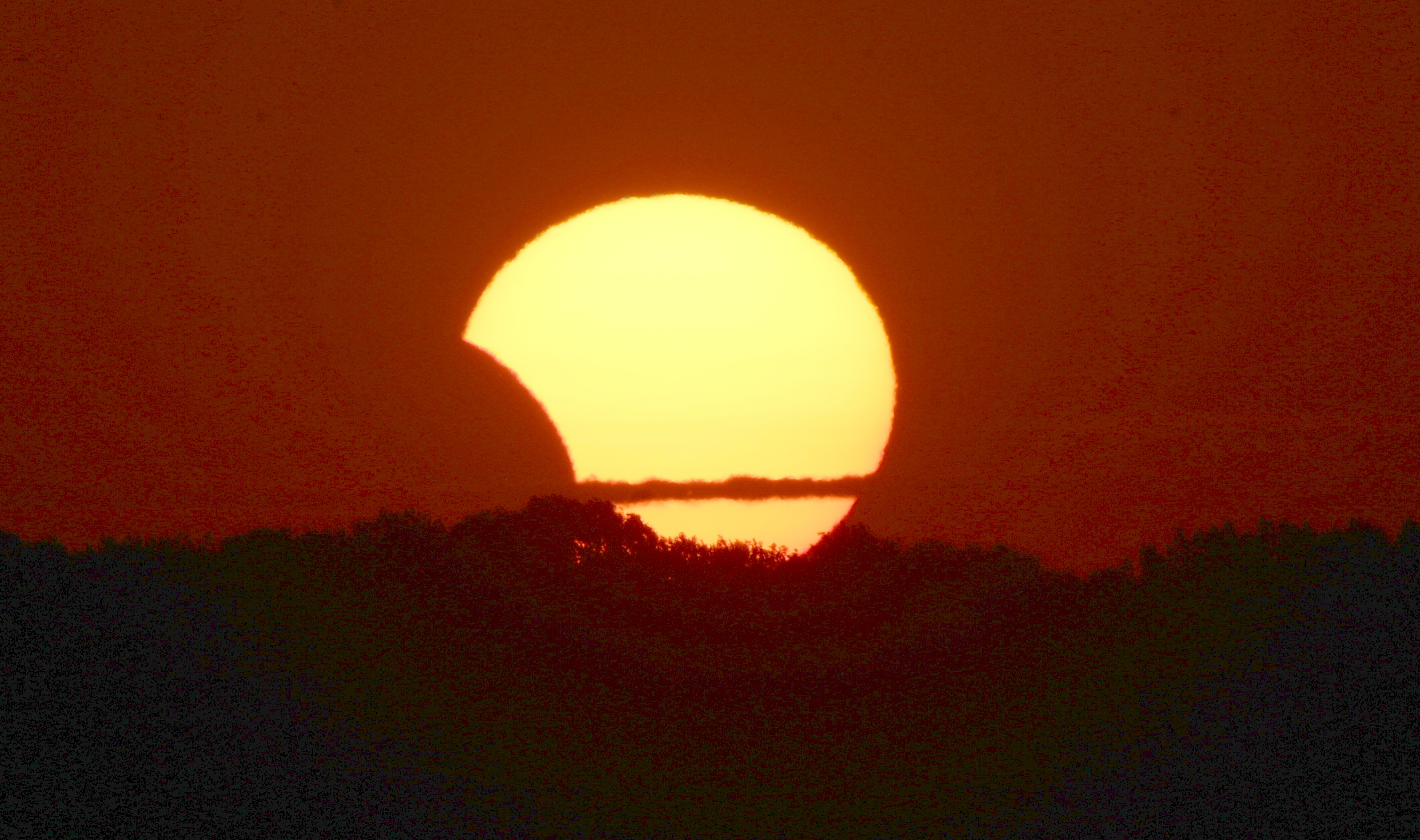
Circle Pines, Minnesota, sunrise 10:32 UTC
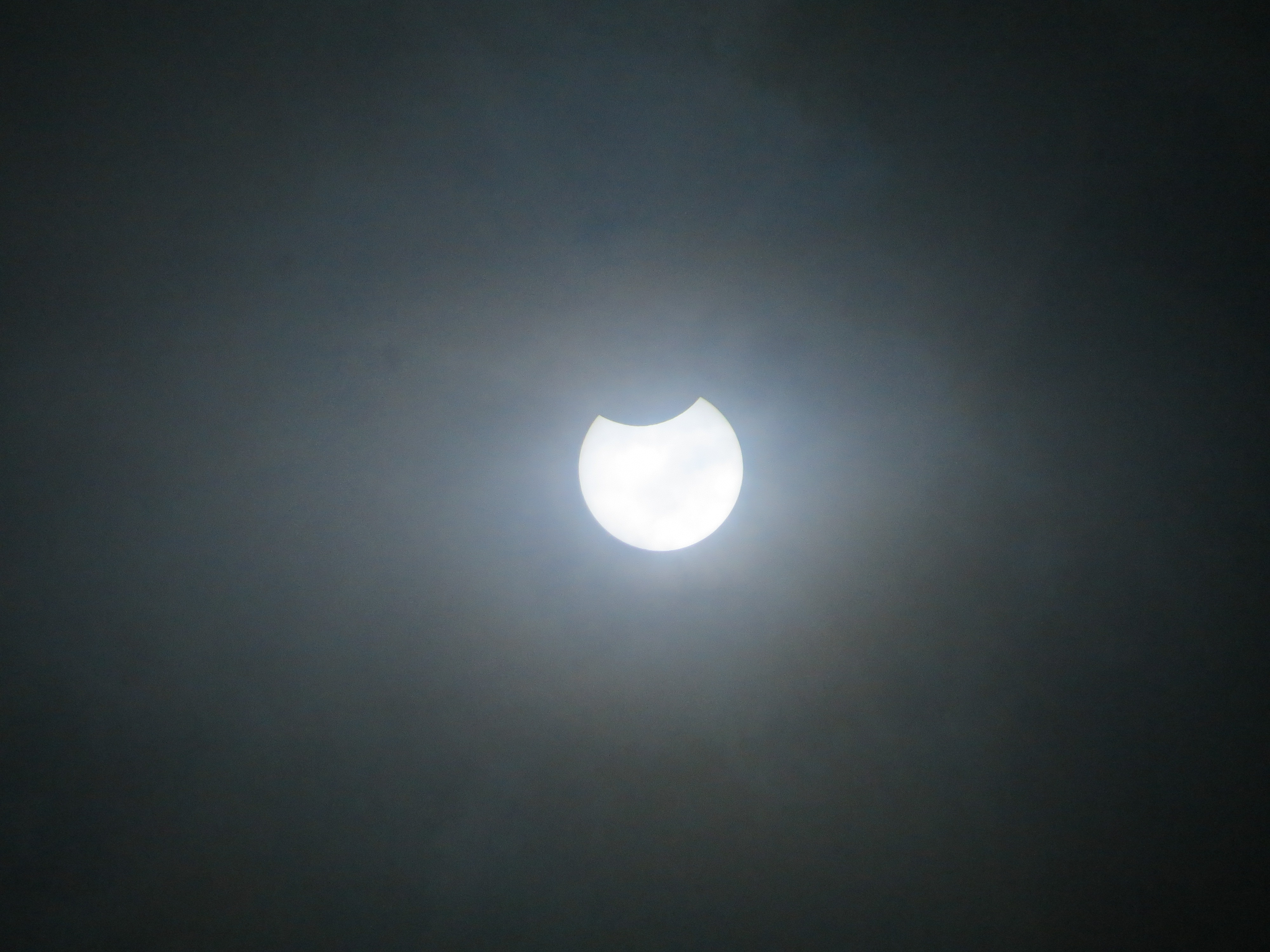
Berga, Mansfeld-Südharz, 10:29 UTC
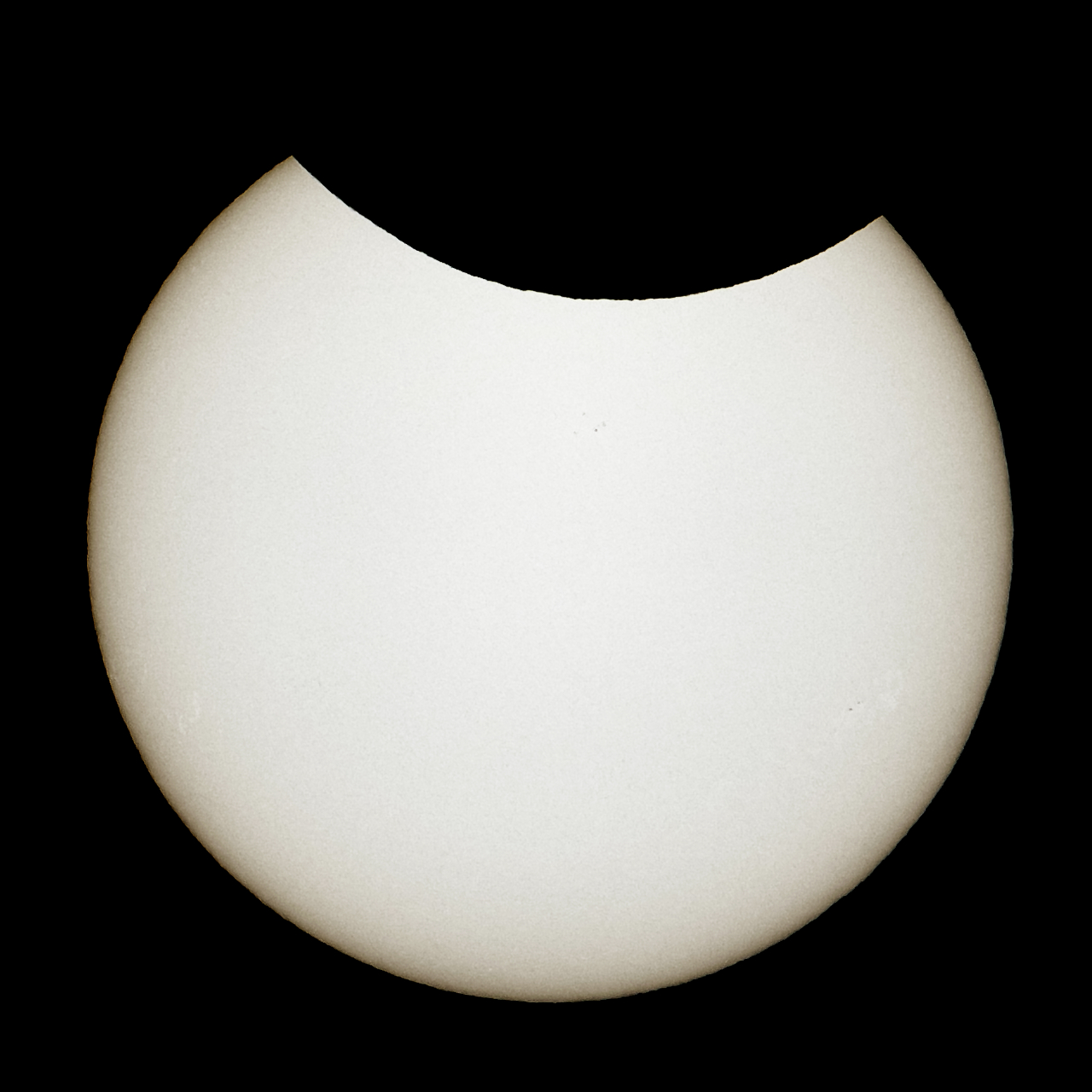
Berlin, Germany, 10:38 UTC
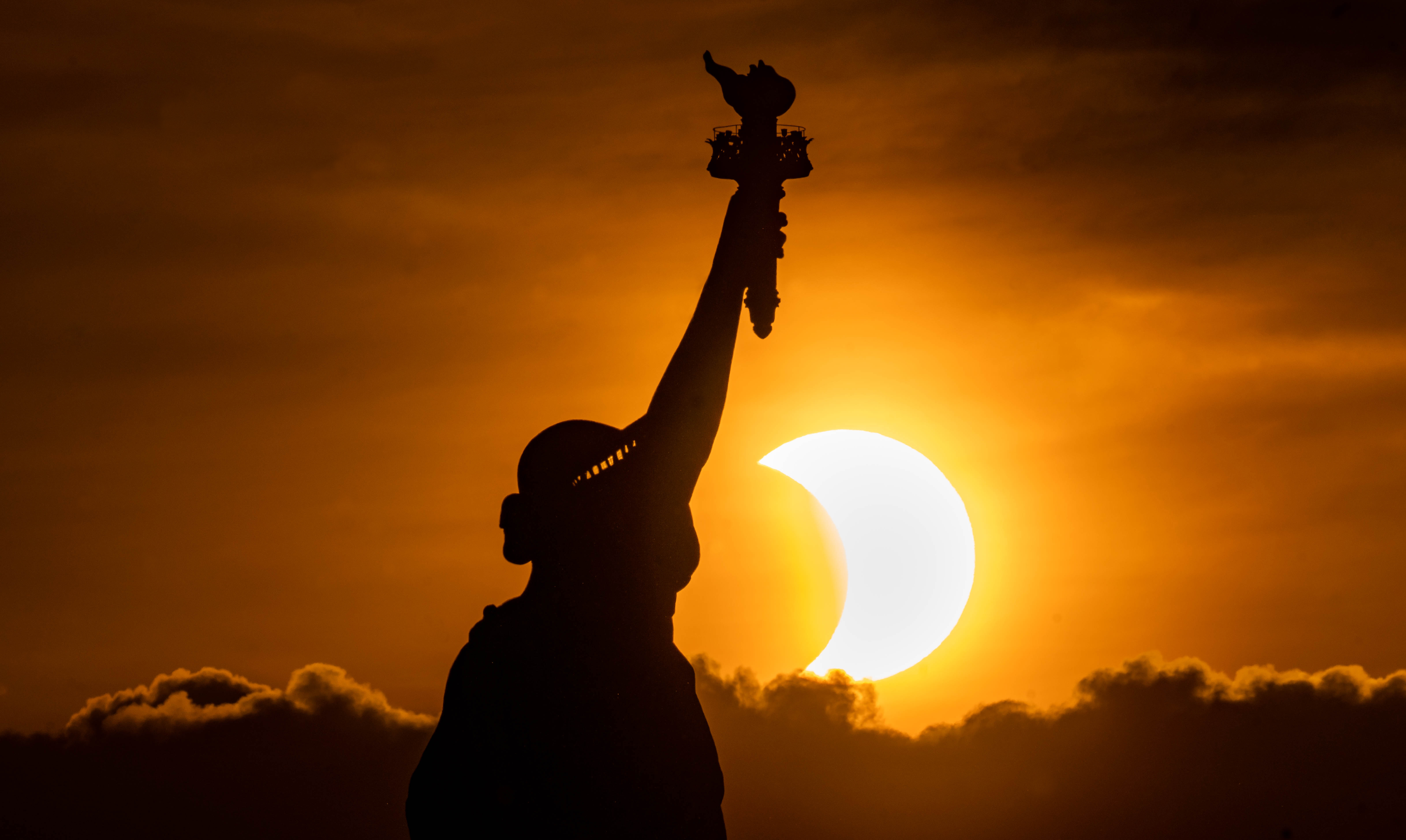
Statue of Liberty in New York City during eclipse

## Các nhật thực khác

### Những hiện tượng xảy ra năm 2021
- Nguyệt thực tháng 5, 2021, nguyệt thực toàn phần.
- Nguyệt thực tháng 11, 2021, nguyệt thực một phần.
- Nhật thực 4 tháng 12, 2021, nhật thực toàn phần.

### 2018 - 2021
Mỗi một lượt trong chuỗi chu kỳ nhật thực lặp lại sau khoảng 177 ngày và 4 giờ (một chu kỳ) tại các giao điểm xen kẽ của quỹ đạo Mặt Trăng.
Lưu ý: Nhật thực một phần vào ngày 15 tháng 2 năm 2018 và ngày 11 tháng 8 năm 2018, xảy ra trong loạt kỳ.
| Nhật thực từ năm 2018 đến 2021 | Nhật thực từ năm 2018 đến 2021 | Nhật thực từ năm 2018 đến 2021 | Nhật thực từ năm 2018 đến 2021 | Nhật thực từ năm 2018 đến 2021 | Nhật thực từ năm 2018 đến 2021 | Nhật thực từ năm 2018 đến 2021 |
| ------------------------------ | ------------------------------ | ------------------------------ | ------------------------------ | ------------------------------ | ------------------------------ | ------------------------------ |
| Điểm nút giảm                  | Điểm nút giảm                  | Điểm nút giảm                  |                                | Điểm nút tăng                  | Điểm nút tăng                  | Điểm nút tăng                  |
| Saros                          | Bản đồ                         | Gamma                          | Saros                          | Bản đồ                         | Gamma                          |                                |
| 117 Từ Melbourne, Úc           | 13 tháng 7, 2018 Một phần      |                                | 122 Từ Nakhodka, Nga           | 6 tháng 1, 2019 Một phần       |                                |                                |
| 127 Từ La Serena, Chile        | 2 tháng 7, 2019 Toàn phần      |                                | 132                            | 26 tháng 12, 2019 Hình khuyên  |                                |                                |
| 137                            | 21 tháng 6, 2020 Hình khuyên   |                                | 142                            | 14 tháng 12, 2020 Toàn phần    |                                |                                |
| 147 từ Hà Lan                  | 10 tháng 6, 2021 Hình khuyên   |                                | 152                            | 4 tháng 12, 2021 Toàn phần     |                                |                                |

### Các quan sát nhật thực khác

#### Saros
| Theo nhật thực từ 1901 đến 2100: | Theo nhật thực từ 1901 đến 2100: | Theo nhật thực từ 1901 đến 2100: |
| -------------------------------- | -------------------------------- | -------------------------------- |
| 30 tháng 8, 1905 (Saros 143)     | 10 tháng 8, 1934 (Saros 144)     | 20 tháng 7, 1963 (Saros 145)     |
| 30 tháng 6, 1992 (Saros 146)     | 10 tháng 6, 2021 (Saros 147)     | 20 tháng 5, 2050 (Saros 148)     |
| 1 tháng 5, 2079 (Saros 149)      |                                  |                                  |